# Haji Mohammad Idris
Haji Mohammad Idris es un financiero afgano, quien se desempeñó como Gobernador Talibán del Da Afghanistan Bank.

## Biografía
Al igual que muchos de los líderes talibanes, se desconoce gran parte de su biografía. Nació en la Provincia de Yauzyán, al norte de Afganistán. Pese a no tener ningún tipo de formación profesional, ni siquiera de tipo religiosa, tiene una larga experiencia como financiero de los Talibanes, llegando ser asesor y jefe de finanzas del Mulá Akhtar Mohamed Mansur, líder del movimiento entre 2015 y 2016.
Jefe del Departamento Financiero de los Talibanes, el 23 de agosto de 2021 se comunicó su nombramiento como Gobernador del Da Afghanistan Bank, el banco central de Afganistán, con el fin de "ayudar a aliviar la creciente agitación económica". El nombramiento fue criticado por el Autoproclamado Presidente de la República Islámica de Afganistán, Amrullah Saleh, quien dijo que Idris es un "lavador de dinero" al servicio del terrorismo. Ocupó el cargo hasta su reemplazo el 8 de octubre por Shakir Jalali.